# Sidra (gmina)
Sidra – gmina wiejska w województwie podlaskim, w powiecie sokólskim. W latach 1975–1998 gmina położona była w województwie białostockim.
Siedziba gminy to Sidra.
Według danych z 30 czerwca 2004 gminę zamieszkiwały 3994 osoby. Natomiast według danych z 31 grudnia 2019 roku gminę zamieszkiwało 3407 osób.

## Struktura powierzchni
Według danych z roku 2002 gmina Sidra ma obszar 173,96 km², w tym:
- użytki rolne: 76%
- użytki leśne: 18%

Gmina stanowi 8,47% powierzchni powiatu.

### Przyroda
Teren na którym położona jest gmina Sidra charakteryzuje się zróżnicowanym oraz bogatym rozwojem fauny oraz flory. W okolicznych lasach, na łąkach oraz terenach podmokłych występuje wiele gatunków będących pod ochroną lub rzadko występujących. W pobliżu wsi Siekierka na terenach podmokłych występuje siedlisko żurawi. W okolicach samej Sidry, na przełomie lipca i sierpnia, można obserwować skupianie się bocianów białych, które tworzą swoisty "bociani sejm" składający się z nawet czterdziestu ptaków. Ponadto na tych terenach można obserwować tak rzadkie gatunki jak bocian czarny czy dzięcioł czarny. Na obszarze gminy występują także bobry, łabędzie, kaczki krzyżówki, kuropatwy, jaszczurki, ropuchy, rzekotki, zaskrońce, natomiast ze świata roślinnego grzybienie białe, grążele żółte, storczyki, zawilce. W Sidrze utworzone zostały dwa zalewy, w wodach których występują szczupaki, okonie, amury, karpie i inne ryby. Prawie piątą część gminy pokrywają lasy, które obfitują w owoce runa leśnego i grzyby. Występują w nich jagody, maliny, jeżyny, poziomki, natomiast z grzybów borowiki, rydze, pieprzniki jadalne (kurki), gąski zielonki, maślaki i inne.

## Demografia

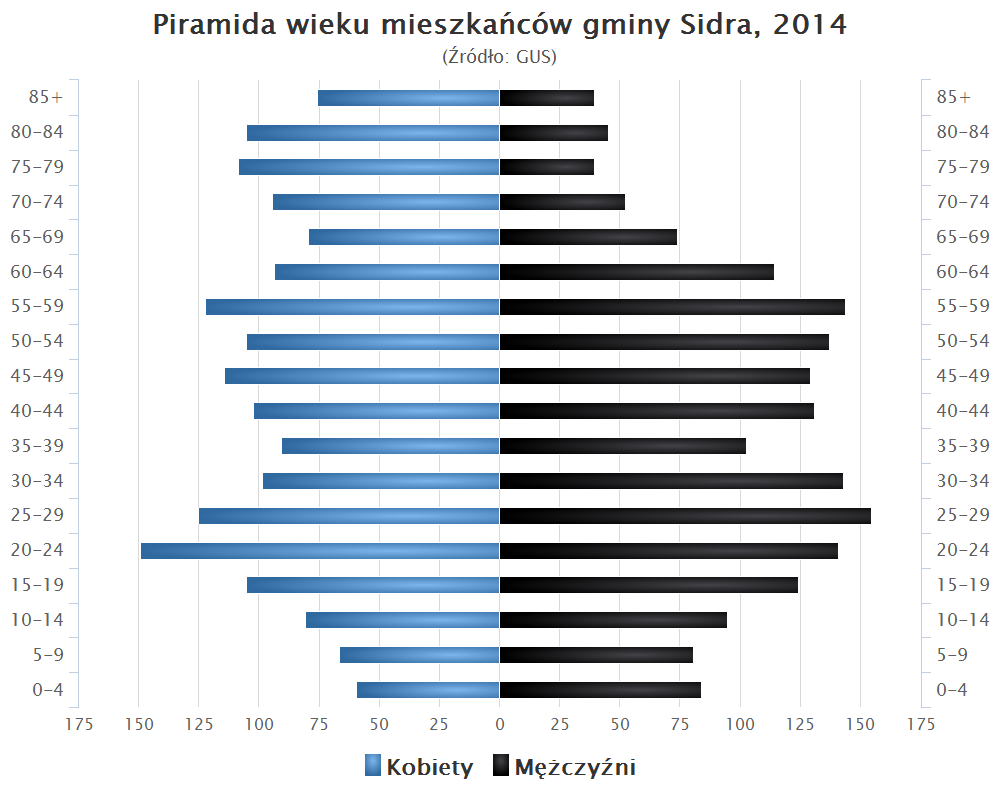
Piramida wieku mieszkańców gminy Sidra w 2014 roku

Dane z 30 czerwca 2004:
| Opis                              | Ogółem | Ogółem | Kobiety | Kobiety | Mężczyźni | Mężczyźni |
| --------------------------------- | ------ | ------ | ------- | ------- | --------- | --------- |
| jednostka                         | osób   | %      | osób    | %       | osób      | %         |
| populacja                         | 3994   | 100    | 1997    | 50      | 1997      | 50        |
| gęstość zaludnienia (mieszk./km²) | 23     | 23     | 11,5    | 11,5    | 11,5      | 11,5      |

## Sołectwa
Bieniasze, Bierniki, Bierwicha, Chwaszczewo, Holiki, Jacowlany, Jałówka, Jurasze, Makowlany, Nowinka, Ogrodniki, Podsutki, Poganica, Pohorany, Potrubowszczyzna, Racewo, Romanówka, Siderka, Sidra, Siekierka, Słomianka, Staworowo (sołectwa:Staworowo I i Staworowo II), Szostaki, Śniczany, Wólka, Zalesie, Zwierżany.
Pozostałe miejscowości podstawowe
Andrzejewo, Dworzysk, Jakowla, Jałówka (osada), Kalinówka, Kalwińszczyzna, Kniaziówka, Krzysztoforowo, Kurnatowszczyzna, Ludomirowo, Majewo, Majewo Kościelne, Olchowniki, Putnowce, Stefanowo, Szczerbowo, Wandzin, Władysławowo, Zacisze.

## Sąsiednie gminy
Dąbrowa Białostocka, Janów, Kuźnica, Nowy Dwór, Sokółka